# Homos en banlieue
Pour plus de détails, voir Fiche technique et Distribution.
Homos en banlieue connu également sous le titre Banlieue gay est un film documentaire de 52 minutes du réalisateur Mario Morelli di Popolo commandé par Pink TV et sorti en 2005.

## Synopsis
Ce documentaire analyse de quelle façon les jeunes homosexuels peuvent s’assumer face à leurs traditions familiales et religieuses et culturelles.

## Fiche technique
- Titre : Homos en banlieue
- Réalisation : Mario Morelli di Popolo
- Scénario : Mario Morelli di Popolo
- Photographie : Mario Morelli di Popolo
- Montage : Anne de Mo
- Société de production : Morgane Production
- Pays :  France
- Genre : Documentaire
- Durée : 52 minutes
- Dates de sortie : 
  -  France : 2005